# 토끼풀
토끼풀(Trifolium repens)은 유럽, 북아프리카, 서아시아 원산의 콩과 토끼풀속(클로버) 식물이다. 잔디밭이나 산자락 등지에서 잘 자라는 여러해살이풀로서 줄기는 땅 위를 기며, 각 마디에서는 긴 잎자루를 가진 잎이 곧게 뻗어 나온다. 잎은 대부분 3개의 작은 잎으로 구성되어 있는데, 때로는 4-5개 또는 7-8개의 작은 잎을 가지는 것도 있다. 이때 작은 잎들은 손 모양으로 달리는데, 어떤 것은 중앙부에 V자형의 흰 무늬가 있다. 한편, 봄이 되면 잎겨드랑이에서 잎자루보다 더 긴 꽃자루가 나오고, 그 위에 수많은 나비 모양의 흰 꽃들이 공 모양을 이루면서 피어난다. 소나 양의 먹이가 되며 거름으로 많이 이용된다.
6∼7월에 길이 20∼30cm 정도의 화경이 자라고, 끝에 많은 꽃이 산상으로 달린다. 꽃은 흰색이며 길이 9mm 정도이고, 기판은 마른 다음에도 떨어지지 않고 갈색으로 말라서 열매를 감싼다.
토끼풀은 식물 생장에 필요한 질소를 공급해서 토양을 비옥하게 만드는 역할을 한다. 토끼풀의 뿌리에 공생하는 뿌리혹박테리아는 질소를 고정해 식물의 생장과 건강을 돕는데 토끼풀이 사용하는 질소는 그 일부에 불과하다. 따라서 토끼풀이 사용하고 남은 질소가 토양에 남아 있어 다른 식물이 이용할 수있게 된다 

## 같이 보기
- 애기노랑토끼풀

## 참고 문헌
- 이 문서에는 다음커뮤니케이션(현 카카오)에서 GFDL 또는 CC-SA 라이선스로 배포한 글로벌 세계대백과사전의 내용을 기초로 작성된 글이 포함되어 있습니다.
- 한국민족문화대백과사전 - 토끼풀